# 洛口县
洛口县，中国旧县名。
中央苏区江西省设。1933年由博生县北部析置，治所在麻田（今江西省宁都县西北），后迁东山坝小源（今宁都县东北）。1934年10月中央红军长征后撤销。